# Mercedes Zavala Gironés

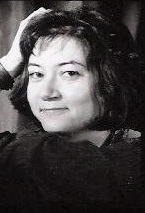

Mercedes Zavala Gironés (Madrid, 59 años) es una compositora española. Formada en Madrid y en Londres, donde recibe la influencia de Malcolm Singer, que era uno de sus profesores. Tras haberse interesado por la música teatral y la rítmica africana (en un viaje de estudios a Senegal en 1996) su carrera compositiva entra en los circuitos de la música contemporánea con encargos del Festival de Alicante, CDMC, Festival de Palencia, Auditorio Nacional, etc. 
Al margen de su carrera creativa, desempeña una labor docente en el conservatorio Teresa Berganza de Madrid, y una notable labor en la difusión de la música de compositoras históricas. Desde el año 2007 al 2010 es presidenta de la Asociación Mujeres en la Música. Ha colaborado con Radio Nacional de España, Radio Clásica, dirigiendo y presentando el programa "Álbum de canciones". Ha formado parte de diversos jurados en premios de composición.
Su obra, en la que se aprecia una preferencia por las pequeñas formaciones camerísticas, se inspira con frecuencia en temas literarios y orientales, tendiendo a las miniaturas y a una escritura que rehúye lo sobrecargado y busca la transparencia.
Zavala es invitada con frecuencia para participar en cursos de verano, talleres con alumnos en conservatorios y universidades. En ellos aborda diferentes aspectos de su obra, su relación con la literatura y su estética en general.